# 歌唱二小放牛郎
《歌唱二小放牛郎》是中国抗日战争時期革命儿童歌曲，方冰词，劫夫曲。创作于1942年，借鉴了昆曲《尼姑思凡》的旋律，采用五声音阶的民族调式。该曲在《晋察冀日报》副刊发表后，很快传开，甚至敌占区保定、北平青年也在传唱。

## 创作历史
1942年，当时在八路军西北战地服务团的方冰、劫夫在河北平山县创作了歌曲《歌唱二小放牛郎》，由该团女演员顾品详首唱。虽然关于歌曲主角“王二小”的身份说法众多，但词作者方冰曾说“这是一个复合人物，是综合许多可歌可泣的人物故事后创作出来的”。

## 歌词
牛儿还在山坡吃草
放牛的却不知哪儿去了
不是他贪玩耍丢了牛
那放牛的孩子王二小
九月十六那天早上
敌人向一条山沟扫荡
山沟里掩护着后方机关
掩护着几千老乡
正在那十分危急的时候
敌人来到这个山口
昏头昏脑地迷失了方向
抓住了二小要他带路
二小他顺从地走在前面
把敌人带进我们的埋伏圈
四下里乒乒乓乓响起了枪炮
敌人才知道受了骗
敌人把二小挑在枪尖
摔死在大石头的上面
我们的十三岁的王二小
英勇的牺牲在山间
干部和老乡得到了安全
他却睡在冰冷的山里
他的脸上含着微笑
他的血染红蓝蓝的天
秋风吹遍了每个村庄
它把这动人的故事传扬
每一个老乡都含着眼泪
歌唱着二小放牛郎

## 词曲版权

### 作者逝世时间
- 词作者方冰于1997年去世。
- 曲作者李劫夫于1976年12月17日在沈阳市病逝。

## 歌曲影响
- 中华人民共和国建国后，这首歌编入小学音乐教材，成为全中国大陸少年儿童的必唱歌曲。
- 马来西亚华语歌手庄学忠与台湾华语歌手龙飘飘将此歌曲翻唱为《白云下的牧歌》。